# Гаврики
Га́врики — колишнє село в Україні, у Недригайлівському районі Сумської області. Орган місцевого самоврядування — Козельненська сільська рада.
Зняте з обліку рішенням Сумської облради  від 16 серпня 2013 року.
Село Гаврики знаходиться недалеко від витоків річки Вільшанка. На відстані 0,5 км розташоване село Саєве. По селу протікає пересихаючий струмок з загатою.

## Населення

### Мова
Розподіл населення за рідною мовою за даними перепису 2001 року:
| Мова       | Кількість | Відсоток |
| ---------- | --------- | -------- |
| українська | 5         | 83.33%   |
| російська  | 1         | 16.67%   |
| Усього     | 6         | 100%     |

| Україна | Це незавершена стаття з географії України. Ви можете допомогти проєкту, виправивши або дописавши її. |

1. ↑  Рідні мови в об'єднаних територіальних громадах України — Український центр суспільних даних